# Kelvin Love
Kelvin Love (* 1978) ist ein ehemaliger US-amerikanischer Footballspieler.

## Leben
Love spielte 1998 und 1999 als Wide Receiver an der Mississippi State University. Im Jahr 2000 wurde der 1,95 Meter messende Spieler von der NFL-Mannschaft Arizona Cardinals unter Vertrag genommen, in einem Ligaspiel wurde er jedoch nicht eingesetzt.
2002 wechselte Love zu den Braunschweig Lions in die höchste deutsche Spielklasse, die GFL. Er spielte durchgängig bis zum Ende der Saison 2008 für die Niedersachsen. Mit der Mannschaft gewann der US-Amerikaner 2005, 2006, 2007 und 2008 die deutsche Meisterschaft sowie 2003 den Eurobowl. Deutscher Vizemeister wurde Love mit Braunschweig 2003 und 2004. Love stellte mehrere Bestmarken bei den Niedersachsen auf, unter anderem setzte er sich in der Vereinsrangliste bei den erzielten Touchdowns mit 147 an die Spitze, auch seine 930 Punkte waren zum Zeitpunkt seines Abschieds der Braunschweiger Höchstwert. Im Januar 2009 wurde Loves Vertrag seitens der Braunschweig Lions gekündigt, nachdem der US-Amerikaner wegen eines Ladendiebstahls von einem Gericht zu einer Geldbuße verurteilt worden war, diese aber nicht bezahlte, woraufhin die Braunschweiger Staatsanwaltschaft einen Haftbefehl gegen Love ausstellte.